# Albík z Uničova
Zikmund Albík z Uničova, známý také jako Sigismundus Albicus de Uniczow, či německy Albich von Prag, Albich von Neustadt a Albik von Uničov (asi 1358, Uničov – 23. července 1427, Budín nebo 23. srpna Bratislava), byl český humanistický lékař, právník, probošt vyšehradský a arcibiskup pražský.

## Život

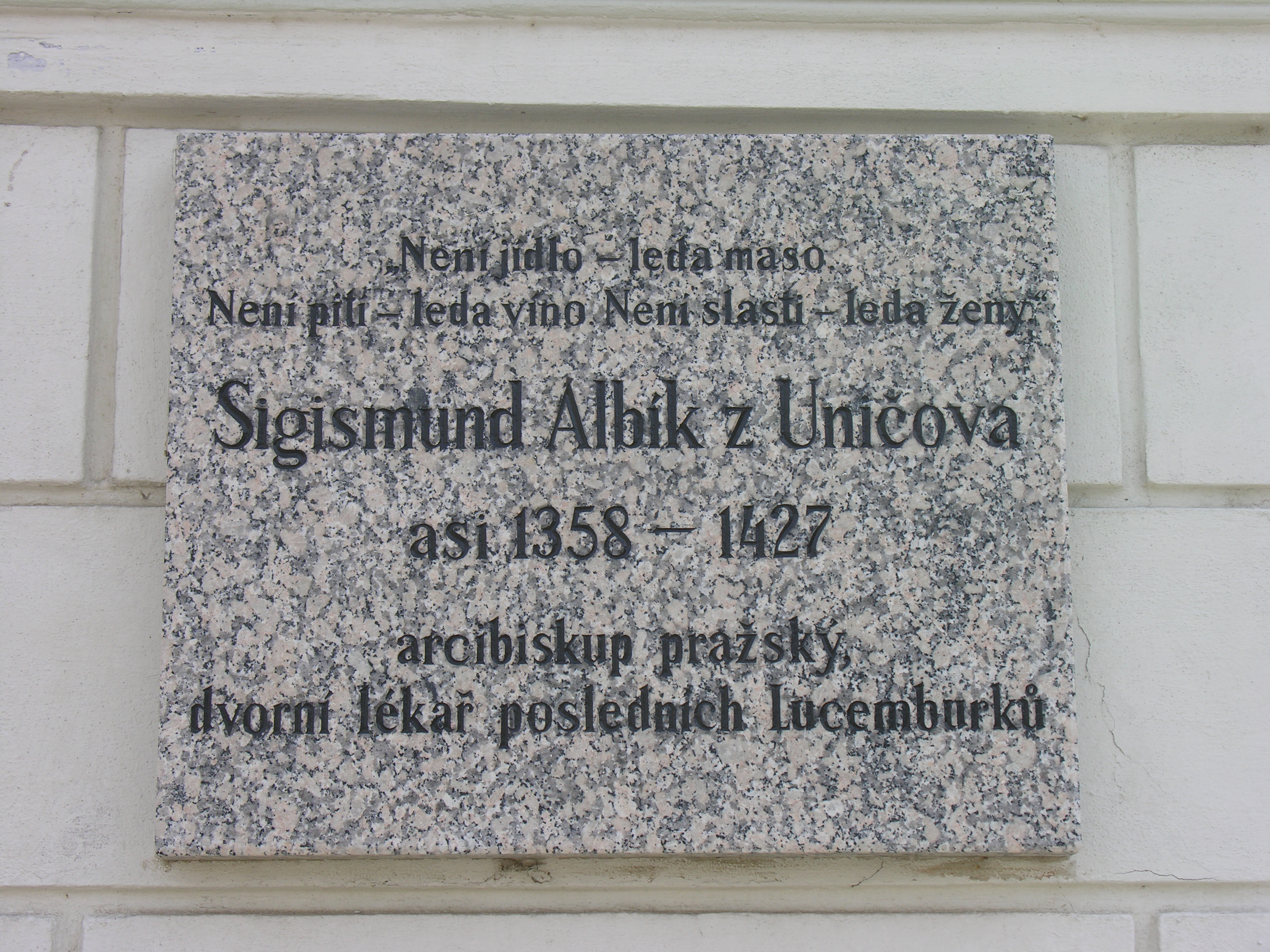
Pamětní deska v Uničově

Narodil se pravděpodobně v roce 1347, 1358 nebo 1360. Studoval na pražské univerzitě, kde nejprve v roce 1382 složil bakalaureát ze svobodných umění. V roce 1385 se stal mistrem svobodných umění. Po dalším studiu se v roce 1387 stal doktorem z medicíny a zřejmě byl profesně velmi úspěšný – v roce 1399 se totiž stal osobním lékařem českého krále Václava IV. V letech 1402 až 1404 pobýval a studoval v Padově, kde v roce 1404 získal doktorát z práva. Až do roku 1411 vyučoval na pražské lékařské fakultě. V lednu roce 1412 se stal pražským arcibiskupem (kněžské svěcení přijal teprve v červnu 1412). Arcibiskupem pražským byl do konce roku 1412. Úřad pražského arcibiskupa vyměnil za hodnost probošta vyšehradského, která byla tradičně spojena s úřadem nejvyššího kancléře království českého a pro jeho osobu s titulem arcibiskupa caesarejského. Věnoval se medicíně a učitelskému působení na univerzitě (stal se kancléřem univerzity). Po smrti Václava IV. se pravděpodobně stal osobním lékařem jeho bratra krále Zikmunda Lucemburského, který ho za zásluhy povýšil do šlechtického stavu. Během husitských válek musel Albík uprchnout ze země a zanechal v Praze většinu svého majetku, kterého nabyl jakožto lékař a arcibiskup. Po té pobýval ve Vratislavi a v Budíně.
Na univerzitě se snažil přispět k zvýšení odborné úrovně medicíny (např. zdůrazňoval studium fyziologie) i její společenské prestiže (lékařství nebylo počítáno mezi artes – umění). Předpokladem ke studiu medicíny byla v té době důkladná znalost některých prací Aristotelových, Alberta Velikého a další filozofů; a naopak: „některé koncepty formulované lékaři nebo jimi získané jednotlivé informace se stávaly součástí filozofických argumentací a někteří lékaři, v Praze například Albík z Uničova, je pokládali za relevantní i pro právníky a teology“ (Dějiny UK I, 1995).
Jako přední představitel medicíny a současně znalec filozofie byl Albík z Uničova povolán i za člena smírčí komise pro řešení sporu mezi Janem Husem (a jeho přívrženci) a jeho univerzitními odpůrci (Štěpánem z Pálče a další)
Z jeho literární pozůstalosti jsou nejvýznamnější spisy Compendium medicinae a „populárněji“ koncipované Regimen sanitatis seu Vetularius (Pravidla pro zachování zdraví).

## Dílo
- Collectorium maius
- Collectorium minus
- Compendium medicinae
- Practica
- Regimen ad Sigismundum
- Regimen ad Wencezslaum regem
- Regimen sanitatis seu Vetularius
- Tractatus de crisi[3]